# ماریو گیوتی
ماریو گیوتی (اسپانیایی: Mario Guilloti‎; ۲۰ مهٔ ۱۹۴۶ – ۲۴ اوت ۲۰۲۱) بوکسور اهل آرژانتین بود.